# Ideo
Ideo – polska grupa muzyczna wykonująca hip-hop. Powstała w 1998 roku w Częstochowie. Skład zespołu tworzyli Czubas, DJ Haem, Dziker oraz Igieł. Przez krótki okres formację współtworzył także Eseru.
W sierpniu 1998 roku ukazał się debiutancki nielegal formacji pt. Dzieła zebrane. Debiutancki album zespołu pt. Stan rzeczy ukazał się 10 października 2000 roku nakładem wytwórni płytowej Blend Records. Gościnnie w nagraniach wzięli udział zespół Grammatik oraz raperzy Dizkret i Bunio WD. 25 lipca 2003 roku nakładem wytwórni muzycznej Gigant Records ukazał się drugi album studyjny formacji pt. Mentalnie. Gościnnie na płycie wystąpili m.in. Wasyl, Borixon, Dwunasty oraz Tede. Ostatnim przejawem działalności kwartetu był utwór „Gracze”, który ukazał się w 2006 roku na kompilacji Silesia na kradzionych bitach. W latach późniejszych został zarzucony.

## Dyskografia
- Dzieła zebrane (1998, nielegal)
- Stan Rzeczy (2000, Blend Records)
- Mentalnie (2003, Gigant Records)